# 臘腸

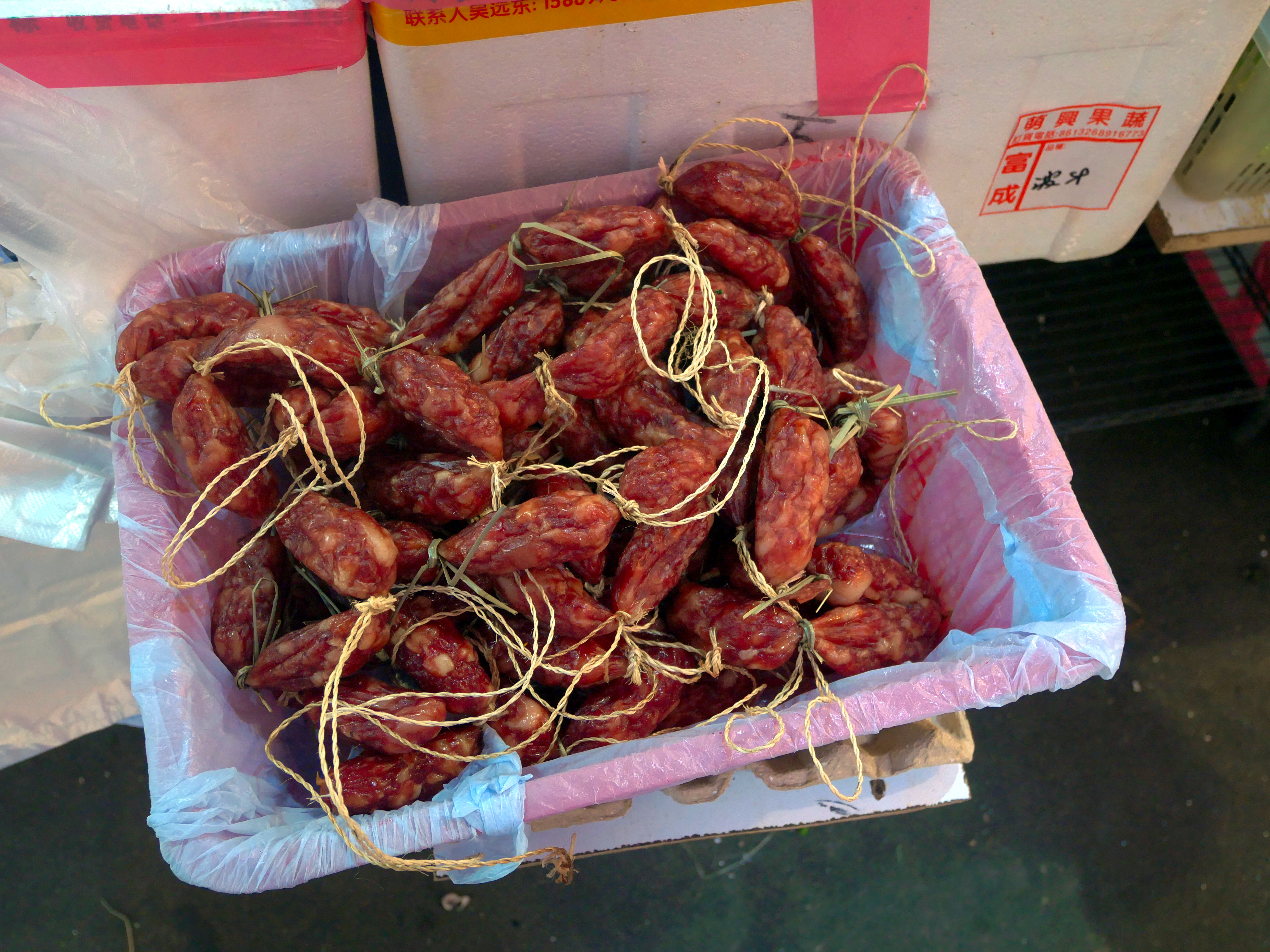
香港雜貨店的廣東臘腸

臘腸是一種臘味食品，是中國江浙、四川及广东等南方地區常見的食物。傳統的臘腸是以豬肉注入利用動物腸臟製作的腸衣，再天然風乾製成，但現在工廠生產的臘腸，腸衣多以人工方法製造，並以熱風乾燥來提高生產效率。臘腸不但可單獨食用，也是製作多種粵式食品的食材。

## 製作
臘腸始創於魏晉南北朝或以前，其製作方法最早記載於北魏《齊民要術》一書中。
臘腸的材料包括豬肉和腸衣。先將豬肉剁碎，再按照所需的肥瘦肉比例加以混和，並加入鹽、糖、白酒和醬油等調味料，然後把肉泥灌入腸衣內，再經過壓縮，並把肉腸用绳子分截成所需長度后截断，於其中一端打結，另一端加上吊掛用的繩子，再採取天然風乾或熱風乾燥的方法，使臘腸脫水以便保存。

## 用途
臘腸與其他臘味相比，因為臘腸的豬肉餡料有腸衣包覆，豬肉的油脂不易流出。在廣東和香港，臘腸是製作臘味飯的重要材料，原條臘腸被放在米飯上煮熟。煮熟後的臘腸油份飽滿，當切開或咬開後，充滿臘味氣味的油脂便流出來，使米飯都帶有臘味的味道。臘腸卷是以完條臘腸製作的包子。臘腸可切片與其他食材一起作為菜餚，臘腸也是製作多種粵式食品的材料，包括生炒糯米飯、糯米雞和蘿蔔糕等。

## 在其他國家

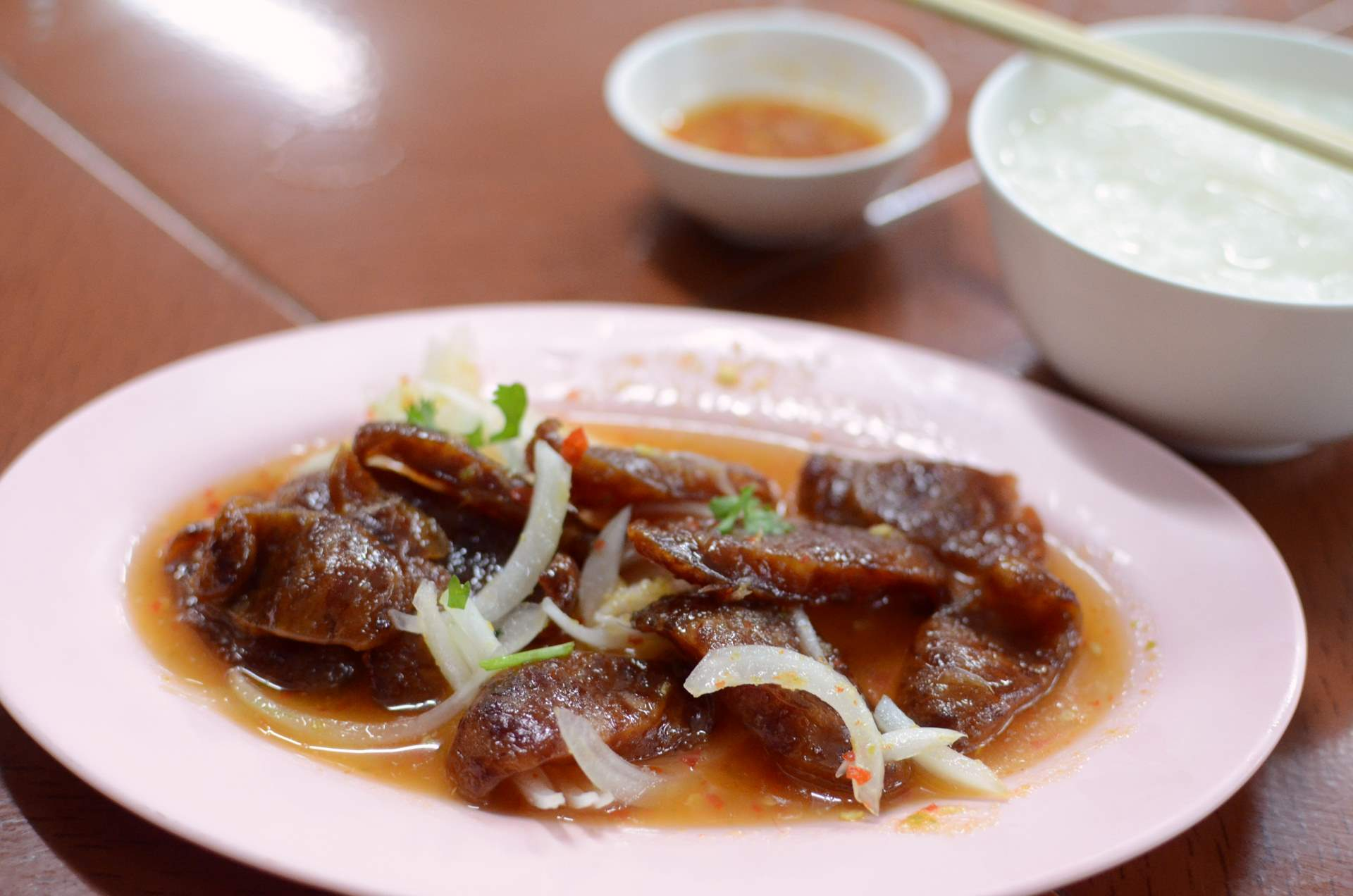
Yam kun chiang：一種用臘腸製作的泰式沙拉

### 越南
在越南，臘腸被稱為lạp xưởng或 lạp xường，並可由豬肉或雞肉製成，後者一般較瘦。越南臘腸以朔莊省產量最多，其他產地包括該禮縣。臘腸在當地會被用作餃子、枕頭餅（Bánh gối）、餛飩、潤餅、月餅和粽子等的餡料。

### 泰國
在泰語中，臘腸稱為「灌腸」（泰語：กุนเชียง ，源自於臘腸於潮州話的名稱），潮州話是泰國華人社區的主要漢語。泰國華人社區常將它用於多種中國菜中，一些泰國菜中也使用它，例如yam kun chiang（用臘腸製作的泰式沙拉） 。

## 健康問題
因為臘腸是利用豬肉製成的加工食品，一般消費者難以得知其原料來源和製作方法是否符合衛生要求。過去便有商家被揭發使用死因不明的豬隻作為材料，又有商家為了使臘腸變得美觀吸引買家，而加入不可食用的染料或大量防腐劑。
香港食物環境衞生署於2006年9月14日公布抽取作化學及微生物化驗測試的賀年食品結果，發現一款澳門製「鳳城切肉腸」的樣本，含有不准使用的染色料若丹明B，俗稱「花紅粉」。能令胸口作悶、嘔吐及影響中樞神經。
2013年1月，浙江省有商家被揭發使用死因不明的豬隻製造臘腸，所製成的「毒臘腸」多達7500公斤，並銷往多個鄰近省市。該商家於8月23日被判刑。

## 相片

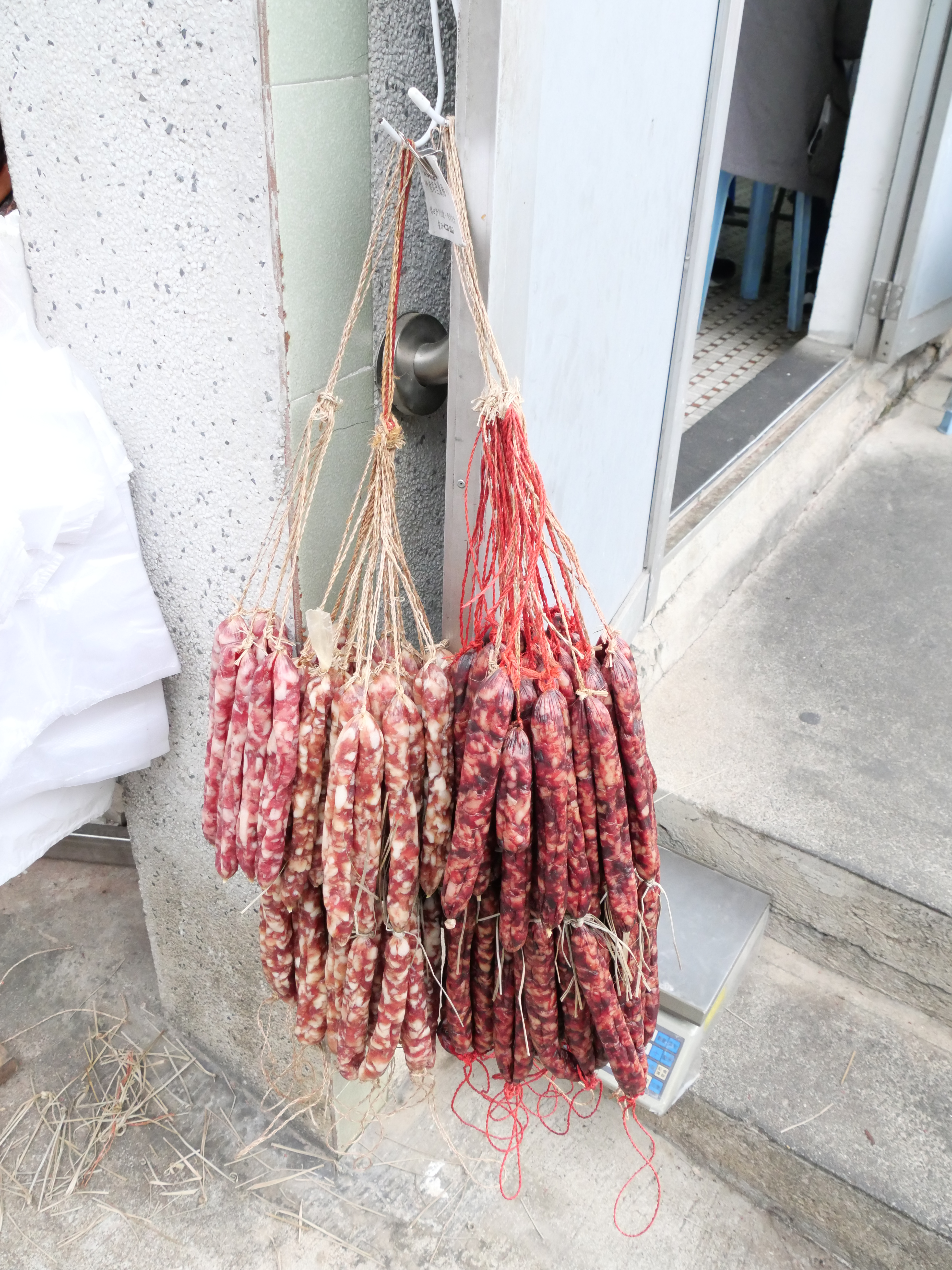
香港的臘腸
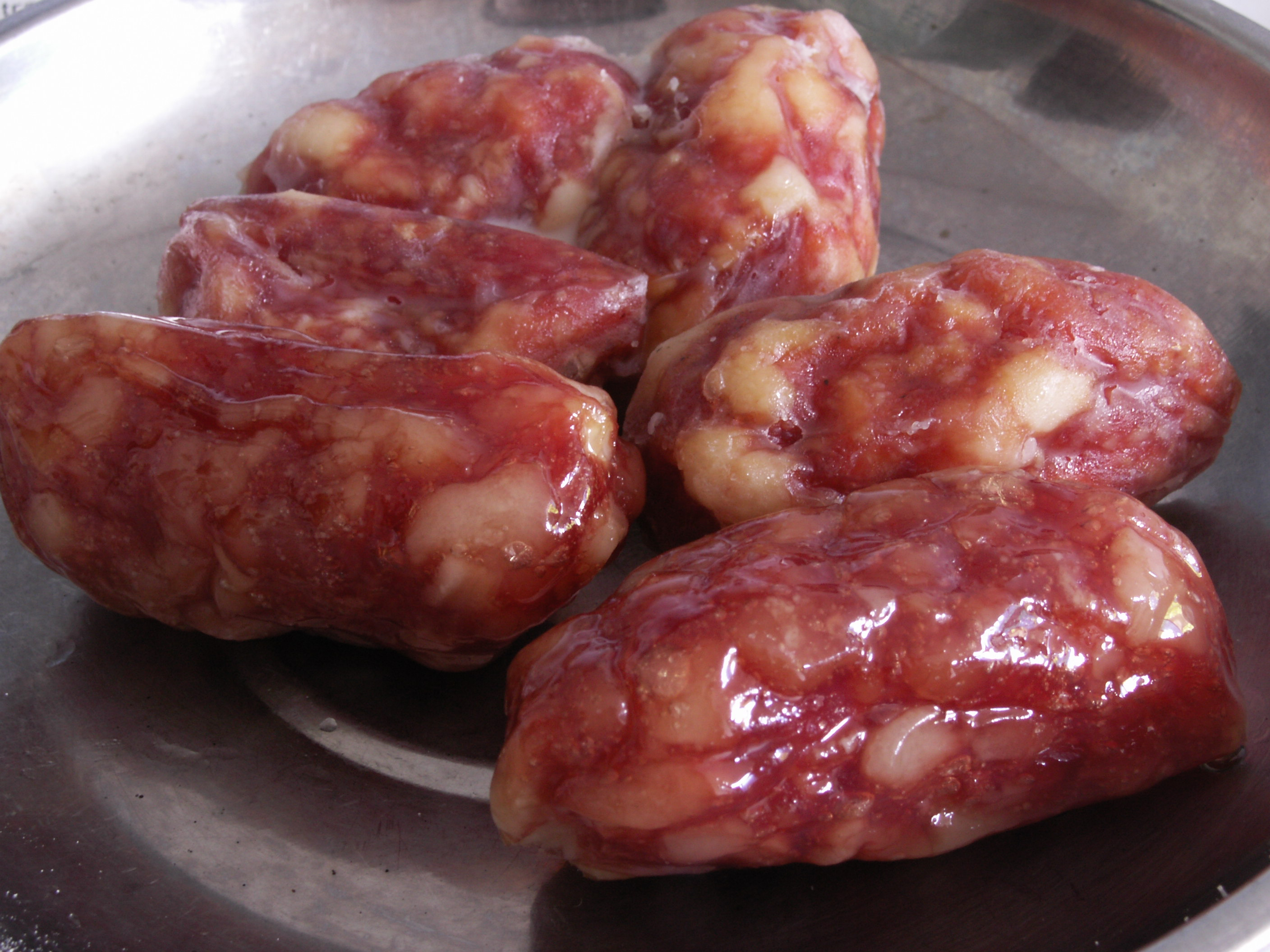
較為短身的臘腸
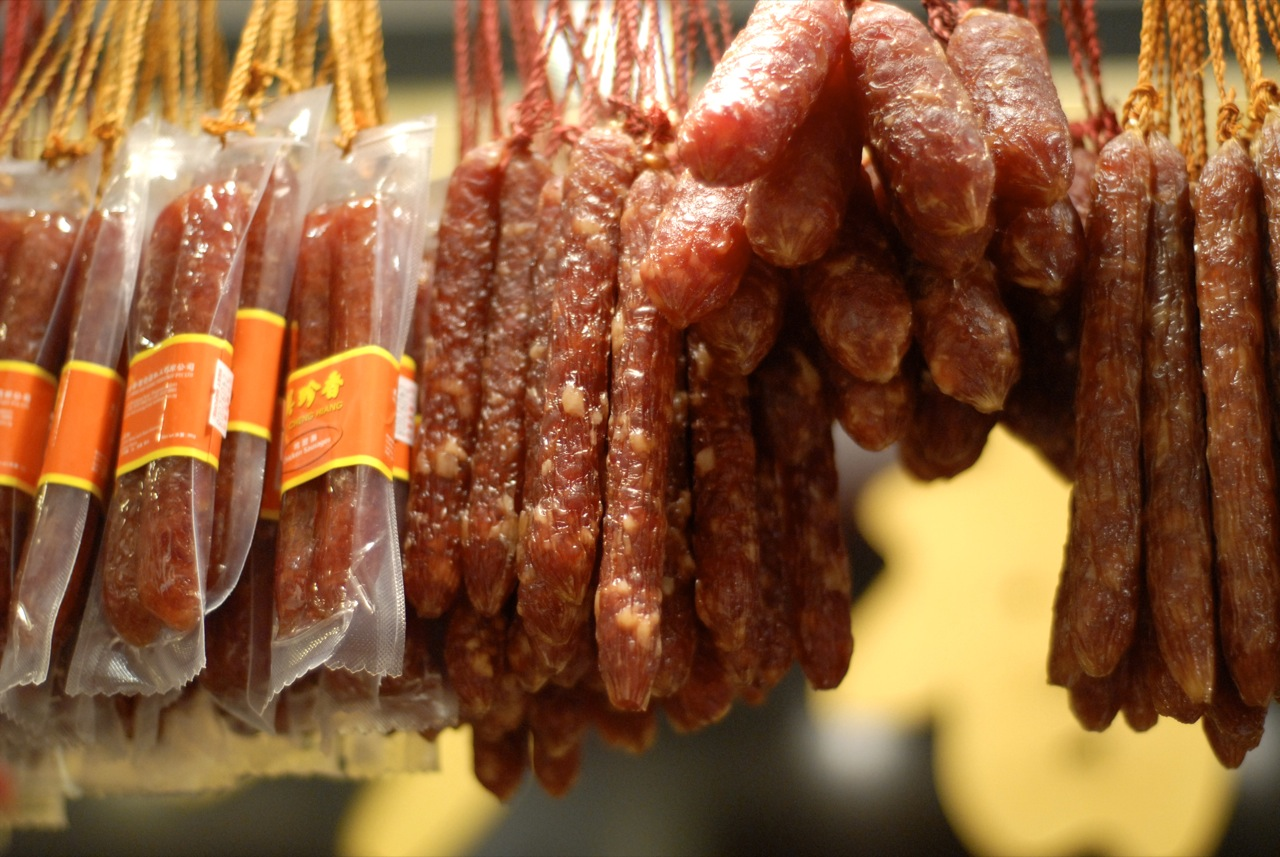
風乾中的臘腸
攝於香港深水埗大南街的膶腸